# Ferentheil und Gruppenberg
Ferentheil und Gruppenberg, auch Fehrentheil oder Ferentheil-Gruppenberg, ist der Name eines böhmisch-schlesischen, schließlich preußischen Adelsgeschlechts.

## Geschichte
Das Geschlecht hat seine Ursprünge in Böhmen. Kaiser Maximilian II. verlieh Hans Ferentheil, Rittmeister im Dragonerregiment „Herzog von Mercoeur“, am 7. März 1576 den böhmischen Adelstand. Kaiser Rudolf II. verlieh ihm am 10. Mai 1601 den böhmischen Ritterstand. Mit ihm beginnt auch die gesicherte und durchgängige Stammreihe der Familie. Während des Dreißigjährigen Krieges siedelte die Familie nach Schlesien über, verbreitete sich später auch nach Siebenbürgen. Friedrich Wilhelm von Ferentheil und Gruppenberg (1646–1696) erhielt am 2. Januar 1694 von Kaiser Leopold I. die Bestätigung des Ritterstandes einschließlich Wappenbestätigung und das mährische Inkolat. Mit seinen fünf Söhnen teilte sich die Familie in fünf Linien. Davon nannten sich Angehörige der 2. Linie (Groß Breesen-Esdorf) teilweise Fehrentheil. 3. und 5. Linie sind bereits um 1800 erloschen.

## Wappen
Das Wappen (1694) zeigt in Blau einen nach rechts gekehrten roten Mohrenarm mit silbernem Aufschlag, eine grüne Staude mit drei Kleeblättern haltend. Auf dem Helm mit rot-blauen Decken ein rotgekleideter Mohr wachsend, mit silbernen Aufschlägen und abfliegender, rot-silberner Stirnbinde, in der Rechten einen Kleestengel emporhaltend, die Linke eingestemmt.

## Angehörige
- Sigismund von Ferentheil und Gruppenberg (1674–1753), Landeskommissarius im Fürstentum Oels
- Sylvius Christian von Ferentheil und Gruppenberg (1693–1767), kaiserlicher Generalfeldwachtmeister und sachsen-meiningischer Oberhofmarschall
- Karl von Ferentheil und Gruppenberg (1757–1823), braunschweigischer Regierungs- und Konsistorialpräsident im Herzogtum Oels

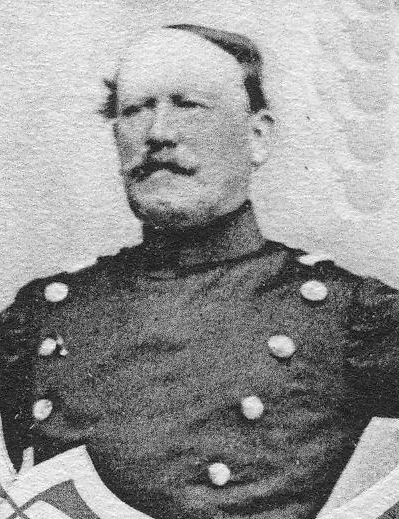
Adolf von Ferentheil und Gruppenberg

- Karl von Ferentheil-Gruppenberg (1757–1831), Verweser[1] des weltadligen Fräuleinstiftes zu Joachimstein, (1819–1822) Präsident der Naturforschenden Gesellschaft der Oberlausitz
- Adolf von Ferentheil und Gruppenberg (1805–1894), preußischer Oberst, Kommandeur des Ulanen-Regiments Nr. 7, Ehrenritter des Johanniterordens
- Georg von Ferentheil und Gruppenberg (1818–1889), preußischer Generalleutnant
- Eduard von Ferentheil und Gruppenberg (1833–1900), preußischer Major,[2] Konvertit[3] und Genealoge[4]